# Олень чубатий
Олень чубатий (Elaphodus cephalophus) — рід парнокопитних ссавців родини Оленеві (Cervidae).Олень живе тільки на півдні Китаю. Любить високогірні ліси на висоті 500-4500 м над рівнем моря. Зустрічається поруч з житлом людини.

## Опис
Тіло завдовжки 110-160 см, зріст 50-70 см, довжина хвоста 7-15 см, важить 17-50 кг. Ріжки короткі, інколи майже приховані в пучку довгого волосся на лобі. Верхня сторона тіла шоколадно-коричнева, нижня світліша, кінці вух і низ хвоста білі.
Мабуть, одна з найбільш вражаючих рис цього оленя — це ікла у самців даного виду. Вони можуть сягати довжини 2,6 см або й більше (у рідкісних випадках).

## Поширення
Поширений олень чубатий в покритих чагарником горах Південного Китаю, Північної М'янми і Лаосу.

## Спосіб життя
Живе парами або поодинці. Живиться травою. Статева зрілість настає у віці 1,5 року. Сезон розмноження — з вересня по грудень. У поносі зазвичай одне оленя, якого самка виношує сім місяців. Малюки за забарвленням сильно нагадують дорослих, а вздовж спини у них тягнеться широка смуга білих плям. Грудне молоко самки жирне і поживне, тому оленя швидко додає у вазі. Самиця приносить по 1-2 дитинчаті на рік.

## Підвиди
- E. c. cephalophus — поширений на південному заході Китаю та північному сході.
- E. c. michianus — південний схід Китаю
- E. c. ichangensis — Центральний Китай[2]
- E. c. forciensus — сумнівний підвид, невідомого поширення[1]